# Isachne kinabaluensis
Isachne kinabaluensis är en gräsart som beskrevs av Elmer Drew Merrill. Isachne kinabaluensis ingår i släktet Isachne och familjen gräs. Inga underarter finns listade i Catalogue of Life.